# Helstroff
Helstroff é uma comuna francesa na região administrativa de Grande Leste, no departamento de Mosela. Estende-se por uma área de 7,91 km². Em 2010 a comuna tinha 528 habitantes (densidade: 66,8 hab./km²).